# Ørnhøj Skole
Ørnhøj Skole er en lille skole beliggende i Ørnhøj 15 km nord for Videbæk.
Skolen har klassetrin fra 0-6. klasse - opdelt i indskoling og mellemtrin. Skolen har også en SFO.
Skolen har et klassespor og gode udefaciliteter - såsom legeplads, multibane, bålhytte m.m.
56°11′55″N 8°34′06″Ø / 56.1987°N 8.5683°Ø